# Міхнов Андрій Павлович
Андрій Павлович Міхнов (нар. 26 листопада 1983, м. Київ, СРСР) — український хокеїст, центральний нападник. Виступає за італійський клуб «Фасса».
Виступав за «Садбері Вулвз» (ОХЛ), «Кінгстон Фронтенакс» (ОХЛ), «Торонто Сент-Майклс Мейджорс» (ОХЛ), ЦСК ВВС (Самара), «Лада» (Тольятті), «Салават Юлаєв» (Уфа), «Ак Барс» (Казань), «Трактор» (Челябінськ), «Нафтохімік» (Нижньокамськ), «Беркут» (Київ), «Металург» (Жлобин), «Юність» Мінськ, ГКС (Тихи, Польща), «Сокіл» (Київ), «Стяуа» (Бухарест).
У складі національної збірної України провів 59 матчів (19 голів, 35 передач); учасник чемпіонатів світу 2006, 2009 (дивізіон I), 2010 (дивізіон I), 2011 (дивізіон I), 2012, 2013, 2014, 2015, 2017, 2018, 2021.
Брат: Олексій Міхнов.
Досягнення
- Володар Континентального кубка (2006).